# Boulevard Diner
Das Boulevard Diner ist ein 1936 gebauter Diner (eine Art Autobahnraststätte) in Worcester im Bundesstaat Massachusetts der Vereinigten Staaten. Es zählt zu den sogenannten „Barrel-Roof“-Dinern, da es über ein Tonnendach verfügt, und wurde am 22. November 2000 im Rahmen der Multiple Property Submission Diners of Massachusetts MPS in das National Register of Historic Places eingetragen.

## Beschreibung
Das 1936 als Baunummer #730 von der Worcester Lunch Car Company gebaute Boulevard Diner steht in einem Gewerbegebiet an der Shrewsbury Street, die in Worcester von der Massachusetts Route 9 zur Interstate 290 führt. Der Restaurantwagen verfügt über einen Holzrahmen und steht auf einem Fundament aus Ziegelsteinen. Die Außenwände sind mit gelber Email verkleidet und tragen den Namen des Diners in roten Buchstaben. Das Dach ist mit Asphalt-Schindeln gedeckt. Die Küche befindet sich in einem einstöckigen, aus Mauerziegeln errichteten Anbau mit Flachdach auf der Rückseite.
An den beiden schmalen Seiten befinden sich die beiden Eingänge unterhalb des Dachüberhangs. Während der östliche Eingang von einem Vestibül aus Stahl und Glas aus den 1950er Jahren eingerahmt und über einige Stufen erreichbar ist, ist die Treppe zum Eingang an der Westseite vollständig eingehaust. Die Markisen über den Fenstern der Frontseite und am Westeingang wurden nachträglich installiert. Das Diner ist für seine Dachverzierung bekannt, die aus einer beleuchteten Uhr und einer aus Leuchtstoffröhren zusammengesetzten Ornamentstruktur besteht. Ein über das Dach hinausragendes Schild weist den ebenfalls aus Leuchtstoffröhren bestehenden Schriftzug „DINER“ auf. An der Rückseite gibt es noch ein kleines Lagerhaus, das ebenfalls zum Diner gehört.
Im Inneren erstreckt sich über die gesamte Längsseite die Theke mit Grill und Anrichtestation. Das Diner verfügt über vierzehn, mit weißer Email verzierte Barhocker sowie sechs Sitzecken mit Tischen. Das Tonnendach besteht – ebenso wie die Wände – aus Holz, während die Theke in Marmor ausgeführt ist. Der Boden ist mit kleinen Fliesen in zwei verschiedenen Grüntönen gedeckt.

## Historische Bedeutung
Das Boulevard Diner ist das am besten erhaltene Beispiel aus den 1930er Jahren für die traditionellen Diner mit Tonnendach der Worcester Lunch Car Company, dem führenden Diner-Hersteller seiner Zeit. Diese Bauform des Diners ist eng mit der Geschichte der Diner in Massachusetts seit den 1920er Jahren verbunden. Die im Original erhaltenen Inneneinrichtungen aus Holz, Fliesen und Marmor stellen den typischen Diner-Stil dar, bevor die Verwendung von Stahl in Mode kam. Das Boulevard Diner wurde von 1936 bis 1969 vom in Worcester bekannten Diner-Unternehmer Fred J. Galanto betrieben und erhielt seinen Namen höchstwahrscheinlich von der Bedeutung der Shrewsbury Street als vielbefahrene Durchgangsstraße. Seit 1969 ist das Diner im Besitz der Familie George, die es 1999 umfassend renovierte.
Neben dem Boulevard Diner gibt es in Massachusetts noch einige weitere Diner der Worcester Lunch Car Company aus der Zeit von 1920 bis 1950 in gutem oder sogar exzellentem Zustand, anhand derer die Entwicklung des Diner-Designs beobachtet werden kann. Das Unternehmen baute zwischen 1907 und 1957 insgesamt 651 Diner, hinzu kommen eine unbekannte Anzahl an Umbauten und Wiederaufbereitungen älterer Fahrzeuge. Zwischen 1930 und dem Beginn des Zweiten Weltkriegs baute das Unternehmen mehr als 80 Diner, von denen alle nach Neuengland, über 50 jedoch nach Massachusetts ausgeliefert wurden.